# Liste des présidents du Brésil
Le président de la république fédérative du Brésil est le chef de l'État brésilien depuis 1889.
Le titre de la fonction a varié au gré de l'évolution de la forme longue de l'État dans la Constitution :
- 1889-1891 : président de la république du Brésil ;
- 1891-1967 : président de la république des États-Unis du Brésil ;
- depuis 1967 : président de la république fédérative du Brésil.

## Vieille République (1889–1930)
Partis
- Aucun (militaire)
- Parti républicain fédéral (PRFed)
- Parti républicain de São Paulo
- Parti républicain du Minas Gerais (PRM)
- Parti républicain de Rio (PRF)
- Parti républicain conservateur (PRC)

| #  | Portrait             | Président de la République         | Élection | Prise de fonction                                                                   | Fin de mandat               | Parti politique                                  | Vice-président(s) de la République |
| -- | -------------------- | ---------------------------------- | -------- | ----------------------------------------------------------------------------------- | --------------------------- | ------------------------------------------------ | ---------------------------------- |
| 1  |                      | Deodoro da Fonseca (1827–1892)     | 1891     | (Président du gouvernement provisoire à partir du 15 novembre 1889) 26 février 1891 | 23 novembre 1891            | Aucun (militaire)                                | Floriano Peixoto                   |
| 2  |                      | Floriano Peixoto (1839–1895)       | —        | 23 novembre 1891                                                                    | 15 novembre 1894            | Aucun (militaire)                                | vacant                             |
| 3  |                      | Prudente de Moraes (1841–1902)     | 1894     | 15 novembre 1894                                                                    | 15 novembre 1898            | Parti républicain fédéral (PRFed)                | Manuel Vitorino (PRFed)            |
| 4  |                      | Manuel de Campos Sales (1841–1913) | 1898     | 15 novembre 1898                                                                    | 15 novembre 1902            | Parti républicain de São Paulo (PRP)             | Rosa e Silva                       |
| 5  |                      | Rodrigues Alves (1848–1919)        | 1902     | 15 novembre 1902                                                                    | 15 novembre 1906            | Parti républicain de São Paulo (PRP)             | Silviano Brandão (PRM)             |
| 5  | Afonso Pena (PRM)    | Rodrigues Alves (1848–1919)        | 1902     | 15 novembre 1902                                                                    | 15 novembre 1906            | Parti républicain de São Paulo (PRP)             |                                    |
| 6  |                      | Afonso Pena (1847–1909)            | 1906     | 15 novembre 1906                                                                    | 14 juin 1909                | Parti républicain du Minas Gerais (PRM)          | Nilo Peçanha (PRF)                 |
| 7  |                      | Nilo Peçanha (1867–1924)           | —        | 14 juin 1909                                                                        | 15 novembre 1910            | Parti républicain de Rio                         | vacant                             |
| 8  |                      | Hermes da Fonseca (1855–1923)      | 1910     | 15 novembre 1910                                                                    | 15 novembre 1914            | Parti républicain conservateur (PRC) (militaire) | Venceslau Brás (PRM)               |
| 9  |                      | Venceslau Brás (1868–1966)         | 1914     | 15 novembre 1914                                                                    | 15 novembre 1918            | Parti républicain du Minas Gerais (PRM)          | Urbano Santos                      |
| –  |                      | Rodrigues Alves (1848–1919)        | 1918     | N'entre jamais en fonction.                                                         | N'entre jamais en fonction. | Parti républicain de São Paulo (PRP)             | Delfim Moreira (PRM)               |
| 10 |                      | Delfim Moreira (1868–1920)         | —        | (Président par intérim depuis le 15 novembre 1918) 16 janvier 1919                  | 28 juillet 1919             | Parti républicain du Minas Gerais (PRM)          | vacant                             |
| 11 |                      | Epitácio Pessoa (1865–1942)        | 1919     | 28 juillet 1919                                                                     | 15 novembre 1922            | Parti républicain du Minas Gerais (PRM)          | Delfim Moreira (PRM)               |
| 11 | Bueno de Paiva (PRM) | Epitácio Pessoa (1865–1942)        | 1919     | 28 juillet 1919                                                                     | 15 novembre 1922            | Parti républicain du Minas Gerais (PRM)          |                                    |
| 12 |                      | Artur Bernardes (1875–1955)        | 1922     | 15 novembre 1922                                                                    | 15 novembre 1926            | Parti républicain du Minas Gerais (PRM)          | Estacio Coimbra                    |
| 13 |                      | Washington Luís (1869–1957)        | 1926     | 15 novembre 1926                                                                    | 24 octobre 1930             | Parti républicain de São Paulo (PRP)             | Fernando de Mello Vianna (PRM)     |
| –  |                      | Júlio Prestes (1882–1946)          | 1930     | N'entre jamais en fonction.                                                         | N'entre jamais en fonction. | Parti républicain de São Paulo (PRP)             | Vital Soares                       |

## Ère de Vargas (1930–1946)
| #  | Portrait | Président de la République                                        | Élection         | Prise de fonction | Fin de mandat   | Parti politique                               | Fonction précédente                                                                                           |
| -- | -------- | ----------------------------------------------------------------- | ---------------- | ----------------- | --------------- | --------------------------------------------- | --- |
| –  |          | 1) Augusto Fragoso 2) Isaías de Noronha (pt) 3) Mena Barreto (pt) | Révolution       | 24 octobre 1930   | 3 novembre 1930 | Néant (junte militaire provisoire)            | Militaire |
| 14 |          | Getúlio Vargas (1882–1954)                                        | 1934 Coup d'État | 20 juillet 1934   | 29 octobre 1945 | Alliance libérale (AL)                        | Gouverneur du Rio Grande do Sul (1928–1930) Président du gouvernement provisoire à partir du 3 novembre 1930) |
| 15 |          | José Linhares (1886–1957)                                         | Coup d'État      | 29 octobre 1945   | 31 janvier 1946 | Néant (Président de la Cour suprême fédérale) | Président de la Cour suprême fédérale                                                                         |

## Deuxième République (1946–1964)
Partis
- Parti social démocratique (PSD)
- Parti travailliste brésilien (PTB)
- Parti travailliste national (PTN)
- Parti social progressiste (PSP)

| #  | Portrait | Président de la République                           | Élection | Prise de fonction                                                 | Fin de mandat                                                        | Parti politique                             | Vice-président de la République |
| -- | -------- | ---------------------------------------------------- | -------- | ----------------------------------------------------------------- | -------------------------------------------------------------------- | ------------------------------------------- | ------------------------------- |
| 16 |          | Gaspar Dutra (1883–1974)                             | 1945     | 31 janvier 1946                                                   | 31 janvier 1951                                                      | Parti social démocratique (PSD) (militaire) | Nereu Ramos (PSD)               |
| 17 |          | Getúlio Vargas (1882–1954)                           | 1950     | 31 janvier 1951                                                   | 24 août 1954                                                         | Parti travailliste brésilien (PTB)          | Café Filho (PSP)                |
| 18 |          | João Café Filho (1899–1970)                          | —        | (Président par intérim à partir du 24 août 1954) 3 septembre 1954 | (Autorisation d'absence à partir du 9 novembre 1955) 31 janvier 1956 | Parti social progressiste (PSP)             | vacant                          |
| 19 |          | Carlos Luz (1894–1961) (Président par intérim)       | —        | 9 novembre 1955                                                   | 11 novembre 1955                                                     | Parti social démocratique (PSD)             | vacant                          |
| 20 |          | Nereu Ramos (1888–1958) (Président par intérim)      | —        | 11 novembre 1955                                                  | 31 janvier 1956                                                      | Parti social démocratique (PSD)             | vacant                          |
| 21 |          | Juscelino Kubitschek (1902–1976)                     | 1955     | 31 janvier 1956                                                   | 31 janvier 1961                                                      | Parti social démocratique (PSD)             | João Goulart (PTB)              |
| 22 |          | Jânio Quadros (1917–1992)                            | 1960     | 31 janvier 1961                                                   | 25 août 1961                                                         | Parti travailliste national (PTN)           | João Goulart (PTB)              |
| 23 |          | Ranieri Mazzilli (1910–1975) (Président par intérim) | —        | 25 août 1961                                                      | 7 septembre 1961                                                     | Parti social démocratique (PSD)             | vacant                          |
| 24 |          | João Goulart (1918–1976)                             | —        | 7 septembre 1961                                                  | 1er avril 1964                                                       | Parti travailliste brésilien (PTB)          | vacant                          |

## Dictature militaire (1964–1985)
Partis interdits, à l'exception de
- Alliance rénovatrice nationale (puis Parti démocratique social)

| #  | Portrait | Président de la République                             | Élection    | Prise de fonction | Fin de mandat                                                        | Parti politique                                    | Vice-président de la République                  |
| -- | -------- | ------------------------------------------------------ | ----------- | ----------------- | -------------------------------------------------------------------- | -------------------------------------------------- | ------------------------------------------------ |
| 25 |          | Ranieri Mazzilli (1910–1975) (Président par intérim)   | Coup d'État | 2 avril 1964      | 15 avril 1964                                                        | Parti social démocratique (PSD)                    | vacant                                           |
| 26 |          | Humberto Castelo Branco (1897–1967)                    | 1964        | 15 avril 1964     | 15 mars 1967                                                         | Alliance rénovatrice nationale (ARENA) (militaire) | José Maria Alkmin (PSD • ARENA)                  |
| 27 |          | Artur da Costa e Silva (1899–1969)                     | 1966        | 15 mars 1967      | 31 août 1969 (suspendu pour mauvaise santé) 14 octobre 1969 (déposé) | Alliance rénovatrice nationale (ARENA) (militaire) | Pedro Aleixo (ARENA)                             |
| –  |          | 1) Augusto Rademaker 2) Aurélio Tavares 3) Márcio Melo | —           | 31 août 1969      | 30 octobre 1969                                                      | Néant (junte militaire)                            | vacant                                           |
| 28 |          | Emílio Médici (1905–1985)                              | 1969        | 30 octobre 1969   | 15 mars 1974                                                         | Alliance rénovatrice nationale (ARENA) (militaire) | Augusto Rademaker (ARENA) (militaire)            |
| 29 |          | Ernesto Geisel (1907–1996)                             | 1974        | 15 mars 1974      | 15 mars 1979                                                         | Alliance rénovatrice nationale (ARENA) (militaire) | Adalberto Pereira dos Santos (ARENA) (militaire) |
| 30 |          | João Figueiredo (1918–1999)                            | 1978        | 15 mars 1979      | 15 mars 1985                                                         | Parti démocratique social (PDS) (militaire)        | Aureliano Chaves (PDS)                           |

## Nouvelle République (depuis 1985)
Partis
- Parti du mouvement démocratique brésilien/Mouvement démocratique brésilien
- Parti de la reconstruction nationale
- Parti de la social-démocratie brésilienne
- Parti des travailleurs
- Parti social-libéral • Parti libéral

| N° | Président de la République | Président de la République        | Élection  | Prise de fonction                                         | Fin de mandat                                 | Parti      | Vice-président               |
| -- | -------------------------- | --------------------------------- | --------- | --------------------------------------------------------- | --------------------------------------------- | ---------- | ---------------------------- |
| –  |                            | Tancredo Neves (1910–1985)        | 1985      | Décède avant d'entrer en fonction                         | Décède avant d'entrer en fonction             | PMDB       | José Sarney (PMDB)           |
| 31 |                            | José Sarney (1930–)               | Intérim   | 21 avril 1985 (par intérim à partir du 15 mars 1985)      | 15 mars 1990                                  | PMDB       | vacant                       |
| 32 |                            | Fernando Collor (1949–)           | 1989      | 15 mars 1990                                              | 29 décembre 1992 (suspendu le 2 octobre 1992) | PRN        | Itamar Franco (PRN • PMDB)   |
| 33 |                            | Itamar Franco (1930–2011)         | Intérim   | 29 décembre 1992 (par intérim à partir du 2 octobre 1992) | 1er janvier 1995                              | PMDB       | vacant                       |
| 34 |                            | Fernando Henrique Cardoso (1931–) | 1994 1998 | 1er janvier 1995                                          | 1er janvier 2003                              | PSDB       | Marco Maciel (PFL)           |
| 35 |                            | Luiz Inácio Lula da Silva (1945–) | 2002 2006 | 1er janvier 2003                                          | 1er janvier 2011                              | PT         | José Alencar (PRB)           |
| 36 |                            | Dilma Rousseff (1947–)            | 2010 2014 | 1er janvier 2011                                          | 31 août 2016 (suspendue le 12 mai 2016)       | PT         | Michel Temer (PMDB)          |
| 37 |                            | Michel Temer (1940–)              | Intérim   | 31 août 2016 (par intérim à partir du 12 mai 2016)        | 1er janvier 2019                              | PMDB • MDB | vacant                       |
| 38 |                            | Jair Bolsonaro (1955–)            | 2018      | 1er janvier 2019                                          | 1er janvier 2023                              | PSL • PL   | Hamilton Mourão (PRTB • REP) |
| 39 |                            | Luiz Inácio Lula da Silva (1945–) | 2022      | 1er janvier 2023                                          | en cours                                      | PT         | Geraldo Alckmin (PSB)        |